# Yamila Reyna
Yamila Reyna est une actrice argentine née le 27 novembre 1978.

## Filmographie
| Films | Films                         | Films | Films              |
| Année | Titre                         | Rôle  | Réalisateur        |
| ----- | ----------------------------- | ----- | ------------------ |
| 2011  | ¿Alguien ha visto a Lupita?   | ¿?    | Gonzalo Justiniano |
| 2011  | Marcelo, La Mafia y La Estafa | Eminé |                    |
| 2011  | Mi Último Round               | ¿?    |                    |

## Télévision

### Telenovelas
| Telenovelas | Telenovelas        | Telenovelas   | Telenovelas   | Telenovelas |
| Année       | Titre              | Personnage    | Télédiffuseur |             |
| ----------- | ------------------ | ------------- | ------------- | ----------- |
| 2006        | Cómplices          | Sofía         | TVN           |             |
| 2007        | Alguien te mira    | Amalia Vieyra | TVN           |             |
| 2007        | Fortunato          | Jimena Oviedo | Mega          |             |
| 2009        | Los exitosos Pells | Eva Santini   | TVN           |             |
| 2009        | ¿Dónde está Elisa? | María Paz Cea | TVN           |             |
| 2010        | 40 y tantos        | Johanna Cid   | TVN           |             |
| 2011        | Aquí mando yo      | Laura Mazza   | TVN           |             |

### Séries
| Séries et Unitaires | Séries et Unitaires | Séries et Unitaires | Séries et Unitaires |
| Année               | Série               | Rôle                | Télédiffuseur       |
| ------------------- | ------------------- | ------------------- | ------------------- |
| 2007                | Infieles            | ¿?                  | Chilevisión         |
| 2007                | Huaiquimán y Tolosa | ¿?                  | Canal 13            |
| 2009                | Otra vez papá       | Mujer supermercado  | Mega                |
| 2010                | Teatro en CHV       | Susy / Tamara       | Chilevisión         |
| 2011                | La Colonia          | Candy               | Mega                |
| 2012                | Infieles            | Lorna               | Chilevisión         |

### Programmes
- 2007 : Fama (Canal 13) - Participante
- 2008 : Gigantes con Vivi (Canal 13)
- 2009 : Jugados (Telecanal) - Panéliste
- 2010 : Soundtrax (Bang TV) - Invitée
- 2012 : Un minuto para ganar - Summer 2012 (TVN) - Participante
- 2012 : Sin Dios ni late (Zona Latina) - Panéliste
- 2012 : Zona de Estrellas (Zona Latina) - Invitée
- 2012 : No eres tú, soy yo (Zona Latina) - Invitée
- 2013 : Hazme reír (Chilevisión) - Invitée
- 2013 : Más vale tarde (Mega) - Panéliste
- 2013-2014 : Mujeres primero (La Red) - Elle-même (Invitée) (5 épisodes)